# 제비꼬리타이런트새
제비꼬리타이런트새(Tyrannus forficatus)는 참새목 산적딱새류에 속하는 새이다.